# Bayerischer Philologenverband
Der Bayerische Philologenverband (bpv) mit Sitz in München ist ein Berufsverband von Lehrern an Gymnasien, Fachoberschulen, Berufsoberschulen und Hochschulen in Bayern. Er vertritt als Interessenverband die beruflichen, schul- und bildungspolitischen Interessen seiner Mitglieder.

## Aufgaben und Ziele
Die Satzung nennt als seine Aufgaben:
- die Vertretung und Förderung der beruflichen und wirtschaftlichen Belange seiner Mitglieder
- die Behandlung aller Angelegenheiten, die den Berufsstand betreffen
- die Einflussnahme auf die Gestaltung des Bildungswesens
- die Herausgabe von Publikationen.

Inhaltlich sind die wichtigsten Ziele des Verbandes vergleichbar mit denen des Deutschen Philologenverbandes und umfassen:
- die Beibehaltung und Vernetzung des mehrgliedrigen Schulsystems
- die Qualitätssicherung in der gymnasialen Bildung, insbesondere des Zentralabiturs
- die Schaffung leistungsgerechter Regelungen zu Besoldung und Beförderungen
- die allgemeine Verbesserung der Einstellungs- und Arbeitsbedingungen
- die Sicherung einer qualifizierten und schulartbezogenen Lehrerausbildung

## Geschichte
In seiner heutigen Form existiert der Verband seit dem 7. Februar 1949. Die Wahl des Namens gründet sich dabei auf das Selbstverständnis der Mitglieder als Philologen, wobei der Begriff Philologe im wörtlichen Sinne als Liebhaber der Vernunft zu verstehen ist und sich nicht auf die sprachlichen Fächer beschränkt.
Als Keimzelle des Verbandes kann der 1863 gegründete Verein von Lehrern an bayerischen Studienanstalten angesehen werden, der seit der Einführung des einheitlich neunstufigen Gymnasiums in Bayern 1892 den Namen Bayerischer Gymnasiallehrerverein trug. Der heutige Verband steht inhaltlich (und in den Anfangsjahren auch personell) in Kontinuität mit dem Verein bayerischer Philologen und der Landesfachschaft der Lehrer an Höheren Schulen Bayerns (bis 1935).
In der Zwischenzeit, d. h. während der Zeit des Nationalsozialismus, waren die Lehrerverbände bzw. -gewerkschaften im Nationalsozialistischen Lehrerbund gleichgeschaltet, entsprechend war der Bayerische Philologenverband in dieser Zeit verboten.
Der Verband wurde in seiner heutigen Form 1949 von Karl Bosl (wieder-)begründet; Bosl war erster Vorsitzender bis 1954, danach Ehrenvorsitzender. Er war seit 1933 Mitglied der NSDAP und der SA, seit 1934 Mitglied des NS-Lehrerbundes, später auch anderer nationalsozialistischer Organisationen. 1948 als „Entlasteter“ eingestuft, kamen 2011 Zweifel an dieser Einschätzung auf, weswegen seine Rolle und sein Wirken im Verband und in der Öffentlichkeit bis heute kontrovers diskutiert werden. Nachdem der Verband im Jahr 2009 erstmals eine Karl-Bosl-Medaille an Hans Maier (bayerischer Kultusminister von 1970 bis 1986) vergeben hatte, beschloss er nach Bekanntwerden der Vorwürfe, die Medaille nicht mehr zu verleihen.

## Partner und Konkurrenz
Der Verband ist zusammen mit einigen bayerischen Lehrerverbänden, namentlich dem Bayerischen Realschullehrerverband, der Katholischen Erziehergemeinschaft Bayern und dem Verband der Lehrer an beruflichen Schulen in Bayern, in der Arbeitsgemeinschaft bayerischer Lehrerverbände (abl) organisiert, die sowohl ihre inhaltlichen Positionen als auch ihr Auftreten, z. B. gegenüber dem Kultusministerium und der Presse, koordinieren.
Der schulformbezogenen Organisation des Verbands stehen in Bayern Organisationen wie die Gewerkschaft Erziehung und Wissenschaft (GEW) und der Bayerische Lehrer- und Lehrerinnen-Verband (BLLV) gegenüber, welche gerade einen gewerkschaftlichen bzw. schulartübergreifenden Ansatz betonen. Entsprechend unterschiedlich ist die Programmatik in wesentlichen Positionen (Mehrgliedrigkeit des Bildungswesens, Übertrittskriterien, Lehrerausbildung).

## VerbandszeitschriftDas Gymnasium in Bayern
Als Organ gibt der Verband sechs Mal im Jahr die Verbandszeitschrift Das Gymnasium in Bayern heraus. Zudem erscheint einmal jährlich eine Sonderausgabe.

## Dachorganisationen
Der bpv ist eingebunden in folgende Dachorganisationen:
- Arbeitsgemeinschaft bayerischer Lehrerverbände (abl)
- Deutscher Philologenverband (DPhV)
- Deutscher Lehrerverband (DL)
- Bayerischer Beamtenbund (BBB)
- Deutscher Beamtenbund (dbb)